# Русская рождественская музыка
«Русская рождественская музыка» (англ. Russian Christmas Music) — симфоническое произведение, написанное в 1944 году американским композитором Альфредом Ридом. Среди целей для создания этого произведения автор ставил улучшение советско-американских отношений.
Произведение можно разделить на 4 части:
1. Детская колядка
2. Антифонное пение
3. Деревенская песня
4. Соборный хор